# Mieussy
Mieussy és un municipi francès situat al departament de l'Alta Savoia i a la regió d'Alvèrnia-Roine-Alps. L'any 2007 tenia 2.052 habitants.

## Demografia

### Població
El 2007 la població de fet de Mieussy era de 2.052 persones. Hi havia 786 famílies de les quals 182 eren unipersonals (70 homes vivint sols i 112 dones vivint soles), 232 parelles sense fills, 302 parelles amb fills i 70 famílies monoparentals amb fills.
La població ha evolucionat segons el següent gràfic:
Habitants censats

### Habitatges
El 2007 hi havia 1.497 habitatges, 796 eren l'habitatge principal de la família, 622 eren segones residències i 79 estaven desocupats. 1.095 eren cases i 399 eren apartaments. Dels 796 habitatges principals, 584 estaven ocupats pels seus propietaris, 184 estaven llogats i ocupats pels llogaters i 28 estaven cedits a títol gratuït; 10 tenien una cambra, 73 en tenien dues, 156 en tenien tres, 220 en tenien quatre i 335 en tenien cinc o més. 664 habitatges disposaven pel capbaix d'una plaça de pàrquing. A 299 habitatges hi havia un automòbil i a 438 n'hi havia dos o més.

### Piràmide de població
La piràmide de població per edats i sexe el 2009 era:
| Homes | Edats   | Dones |
| ----- | ------- | ----- |
| 0     | 95 o +  | 0     |
| 0     | 90 a 94 | 0     |
| 4     | 85 a 89 | 4     |
| 4     | 80 a 84 | 20    |
| 20    | 75 a 79 | 56    |
| 24    | 70 a 74 | 32    |
| 28    | 65 a 69 | 40    |
| 20    | 60 a 64 | 4     |
| 40    | 55 a 59 | 32    |
| 56    | 50 a 54 | 60    |
| 100   | 45 a 49 | 80    |
| 92    | 40 a 44 | 76    |
| 80    | 35 a 39 | 96    |
| 56    | 30 a 34 | 80    |
| 36    | 25 a 29 | 44    |
| 36    | 20 a 24 | 52    |
| 56    | 15 a 19 | 52    |
| 52    | 10 a 14 | 72    |
| 64    | 5 a 9   | 68    |
| 56    | 0 a 4   | 52    |

## Economia
El 2007 la població en edat de treballar era de 1.377 persones, 1.091 eren actives i 286 eren inactives. De les 1.091 persones actives 1.040 estaven ocupades (555 homes i 485 dones) i 50 estaven aturades (10 homes i 40 dones). De les 286 persones inactives 106 estaven jubilades, 93 estaven estudiant i 87 estaven classificades com a «altres inactius».

### Ingressos
El 2009 a Mieussy hi havia 829 unitats fiscals que integraven 2.055,5 persones, la mediana anual d'ingressos fiscals per persona era de 22.563 €.

### Activitats econòmiques
Dels 127 establiments que hi havia el 2007, 3 eren d'empreses alimentàries, 12 d'empreses de fabricació d'altres productes industrials, 23 d'empreses de construcció, 14 d'empreses de comerç i reparació d'automòbils, 2 d'empreses de transport, 19 d'empreses d'hostatgeria i restauració, 1 d'una empresa d'informació i comunicació, 4 d'empreses immobiliàries, 9 d'empreses de serveis, 36 d'entitats de l'administració pública i 4 d'empreses classificades com a «altres activitats de serveis».
Dels 35 establiments de servei als particulars que hi havia el 2009, 1 era una oficina de correu, 2 tallers de reparació d'automòbils i de material agrícola, 8 paletes, 3 guixaires pintors, 6 fusteries, 1 lampisteria, 1 electricista, 3 perruqueries i 10 restaurants.
Dels 2 establiments comercials que hi havia el 2009, 1 era una botiga de més de 120 m² i 1 una botiga de menys de 120 m².
L'any 2000 a Mieussy hi havia 47 explotacions agrícoles que ocupaven un total de 1.349 hectàrees.

## Equipaments sanitaris i escolars
L'únic equipament sanitari que hi havia el 2009 era una farmàcia.
El 2009 hi havia una escola elemental.

## Poblacions més properes
El següent diagrama mostra les poblacions més properes.